# اودوالا
شهر اودوالا (به سوئدی: Uddevalla) در ناحیه شهری اودوالا در کشور سوئد واقع شده‌است. جمعیت این شهر ۱۸۰۳٫۵۷  نفر است.